# Axel Bachmann
Axel Bachmann Schiavo (Ciudad del Este, 4 de noviembre de 1989) es un ajedrecista paraguayo, con el título de Gran Maestro Internacional otorgado por la FIDE.
Se hizo Maestro FIDE en 2005, tras ganar el Campeonato Panamericano Juvenil Sub-16 en Camboriú, Brasil. Poco tiempo después obtuvo el título de Maestro Internacional, reconocido oficialmente por la FIDE en 2006. Su ascenso fue rápido, y en 2007 se convirtió en el segundo paraguayo en alcanzar el título de Gran Maestro Internacional.
En 2014, ganó el V Campeonato Iberoamericano de Ajedrez celebrado en Linares, España.

## Carrera
Bachmann ha ganado o compartido el primer lugar en los siguientes torneos:
- Campeonato Panamericano de Ajedrez Camboriú, Brasil (2005)
- Torneo Magistral Mercosur (2007)
- Festival Internacional de Rochefort (2014)
- Torneo Abierto Cappelle-la-Grande Abierto (2014)
- Festival Internacional de Ajedrez de Iași  (2014)
- Abierto Internacional Golden Sands (2014)
- Magistral Ciutat de Barcelona (2015)
- Vice-campeone del Floripa Chess Open 2016
- Campeone del Floripa Chess Open 2017
- Medalla de Oro en los Juegos Odesur (2022)[6]

Bachmann ha representado al Paraguay en las Olimpiadas:
- De 2004 en Calviá, en el segundo tablero (+5 -5 =2)
- De 2006 en Turín, tablero tres (+6 -2 =4)
- De 2008 en Dresde, en el primer tablero (+4 -4 =2)
- De 2012 en Estambul, tablero uno un (+5 -3 =2).
- De 2014 en Tromsø, en el primer tablero  (+2 -3 =4)

## Juegos notables
- Andrey Vovk vs Axel Bachmann, 2014, Juego español: Defensa Morphy (C78), 0-1